# Tour del llac Léman
El Tour del llac Lémna (en francès Tour du Lac Léman) era una cursa ciclista que es disputà pels voltants del llac Léman, Suïssa entre el 1879 i el 2005, tot i que amb nombroses interrupcions. De 1956 a 1971 fou una cursa amateur. Henri Suter, amb quatre victòries, és el ciclista que més vegades la guanyà.

## Palmarès
| Anno    | Vincitore           | Secondo               | Terzo                |
| ------- | ------------------- | --------------------- | -------------------- |
| 1879    | Ernest Metral       | James Grandjean       | Téodore Mottaz       |
| 1880    | James Grandjean     | ?                     | ?                    |
| 1881    | Téodore Mottaz      | ?                     | ?                    |
| 1882    | No disputada        |                       |                      |
| 1883    | Paul Bruel          | Justin Carrel         | Téodore Mottaz       |
| 1884    | Paul Bruel          | Eugène Parent         | Julien Maurer        |
| 1885    | Jean Müller         | Justin Carrel         | Téodore Mottaz       |
| 1886    | Charles Parent      | Paul Bruel            | Jean Müller          |
| 1887    | Louis Masi          | Paul Bruel            | Julien Maurer        |
| 1888-90 | No disputada        |                       |                      |
| 1891    | Louis Masi          | Lucien Lesna          | Edgard De Beaumont   |
| 1892    | Louis Masi          | Francis Piguet        | Arthur Crombach      |
| 1893    | Arnold Bozino       | Francis Piguet        | Georges Roesch       |
| 1894    | Georges Roesch      | ?                     | Charles Etter        |
| 1895    | Jacques Goncet      | Georges Roesch        | Peclet               |
| 1896    | Jacques Goncet      | Emile Barrot          | Edouard Strobino     |
| 1897    | Arnold Bozino       | Charles Calame        | Bron                 |
| 1898    | Charles Calame      | Louis Rossy           |                      |
| 1899    | Henri Pérollaz      | Charles Calame        | Louis Rossy          |
| 1900    | August Marforio     | Louis Rossy           | ?                    |
| 1901    | Louis Rossy         | Albert Bosshard       | Dufour               |
| 1902    | August Marforio     | Jean-Pierre Montmège  | Joseph Cerutti       |
| 1903    | Ernst Meurer        | Jean-Pierre Montmège  | Albert Bosshard      |
| 1904    | Henri Pérollaz      | Albert Bosshard       | Alexandre Castellino |
| 1905    | Henri Rheinwald     | Josef Mora            | Henri Pérollaz       |
| 1906    | Marcel Lequatre     | Josef Mora            | ?                    |
| 1907    | Henri Rheinwald     | Riccardo Maffeo       | ?                    |
| 1908    | Heinrich Gaugler    | Henri Rheinwald       | Marcel Lequatre      |
| 1909    | Marcel Lequatre     | Heinrich Gaugler      | François Leclerc     |
| 1910    | Marcel Perriere     | Charles Guyot         | Riccardo Maffeo      |
| 1911    | Marcel Perriere     | Marius Budry          | Marcel Lequatre      |
| 1912    | Henri Rheinwald     | Marcel Perriere       | Riccardo Maffeo      |
| 1913    | Otto Wiedmer        | Charles Guyot         | Marcel Perriere      |
| 1914-19 | No disputada        |                       |                      |
| 1920    | Henri Rheinwald     | Otto Wiedmer          | François Francescon  |
| 1921    | Franco Giorgetti    | Heiri Suter           | Ricardo Maffeo       |
| 1922    | Costante Girardengo | Gaetano Belloni       | Heiri Suter          |
| 1923    | Pietro Bestetti     | Heiri Suter           | Henri Guillod        |
| 1924    | Heiri Suter         | Henri Reymond         | Kastor Notter        |
| 1925    | Marcel Perriere     | Gustav Lauppi         | Charles Perriere     |
| 1926    | Alfredo Saccomani   | Albert Blattmann      | Henri Guillod        |
| 1927    | Heiri Suter         | Kastor Notter         | Georg Antenen        |
| 1928    | Georg Antenen       | Albert Blattmann      | Ernst Meier          |
| 1929    | Heiri Suter         | Ernest Ambro          | Alfredo Saccomani    |
| 1930    | Heiri Suter         | Albert Blattmann      | Alfredo Saccomani    |
| 1931    | Max Bulla           | Ernst Meier           | Albert Buchi         |
| 1932    | Georg Antenen       | Karl Altenburger      | Henri Wullschleger   |
| 1933    | Albert Buchi        | Karl Altenburger      | Alfred Siegel        |
| 1934    | Walter Blattmann    | Alfred Bula           | Roger Pipoz          |
| 1935    | Karl Altenburger    | Roger Strebel         | Edgar Hehlen         |
| 1936    | Ernst Bühler        | Alfred Bula           | Hans Martin          |
| 1937    | Werner Buchwalder   | Edgar Buchwalder      | Max Bolliger         |
| 1938    | François Neuens     | Hans Martin           | Kurt Stettler        |
| 1939    | Robert Lang         | Leo Amberg            | Karl Wyss            |
| 1940-41 | No disputada        |                       |                      |
| 1942    | André Hardegger     | Edgar Buchwalder      | Hans Martin          |
| 1943    | Hans Knecht         | Josef Wagner          | Fritz Saladin        |
| 1944    | No disputada        |                       |                      |
| 1945    | Hans Maag           | Hans Martin           | Gottfried Weilenmann |
| 1946    | Robert Lang         | Ernest Näf            | Karl Litschi         |
| 1947    | Emilio Croci Torti  | Eloi Tassin           | Joseph Magnani       |
| 1948    | Dominique Torelli   | Hans Lanz             | Gottfried Weilenmann |
| 1949    | Fritz Schär         | Ernst Stettler        | Fritz Zbinden        |
| 1950    | Fritz Zbinden       | Pasquale Fornara      | René Cador           |
| 1951    | Armin Von Bueren    | Heinz Müller          | Charles Guyot        |
| 1952    | Ferdi Kübler        | Gino Bartali          | Giovanni Corrieri    |
| 1953    | Armin Von Bueren    | Eugen Kamber          | Walter Diggelmann    |
| 1954    | Remo Pianezzi       | Max Schellenberg      | Fritz Zbinden        |
| 1955    | Alcide Vaucher      | Hans Hobin            | Remo Pianezzi        |
| 1956-70 | No disputada        |                       |                      |
| 1971    | Norbert Krapf       | Roberto Puttini       | Otto Bruhin          |
| 1972    | John Hugentobler    | René Leuenberger      | Bruno Hubschmid      |
| 1973    | Fausto Stiz         | Robert Thalmann       | Werner Fretz         |
| 1974    | Iwan Schmid         | Roland Salm           | Louis Pfenninger     |
| 1975    | René Leuenberger    | Hans Joerg Aemisegger | René Grelin          |
| 1976    | No disputada        |                       |                      |
| 1977    | Bruno Wolfer        | Daniel Gisiger        | Antonio Ferretti     |
| 1978-95 | No disputada        |                       |                      |
| 1996    | Stefano Faustini    | Biagio Conte          | Laurent Dufaux       |
| 1997    | Chris Newton        | Daniel Schnider       | Alexander Aeschbach  |
| 1998    | Glenn Magnusson     | Markus Zberg          | Gino Paolini         |
| 1999    | Bruno Boscardin     | Frédéric Bessy        | Sébastien Laroche    |
| 2000    | Andris Naudužs      | Aliaksandr Vússau     | Martin Bolt          |
| 2001    | Steve Zampieri      | Stefan Rütimann       | Roger Beuchat        |
| 2002    | Filippo Pozzato     | Mikhaylo Khalilov     | Luigi Giambelli      |
| 2003    | No disputada        |                       |                      |
| 2004    | Dmitri Kónixev      | Mauro Santambrogio    | Dmitri Gainetdinov   |
| 2005    | Jonas Ljungblad     | René Mandri           | Remi Pauriol         |